# 小松仁三郎
小松 仁三郎（こまつ じんざぶろう、1859年〈安政6年10月〉- 1937年〈昭和12年〉10月11日）は陸奥国出身の実業家。田中長兵衛の代理人として金瓜石鉱山所長を務め、日本統治時代の台湾鉱業界で広くその名を知られた。

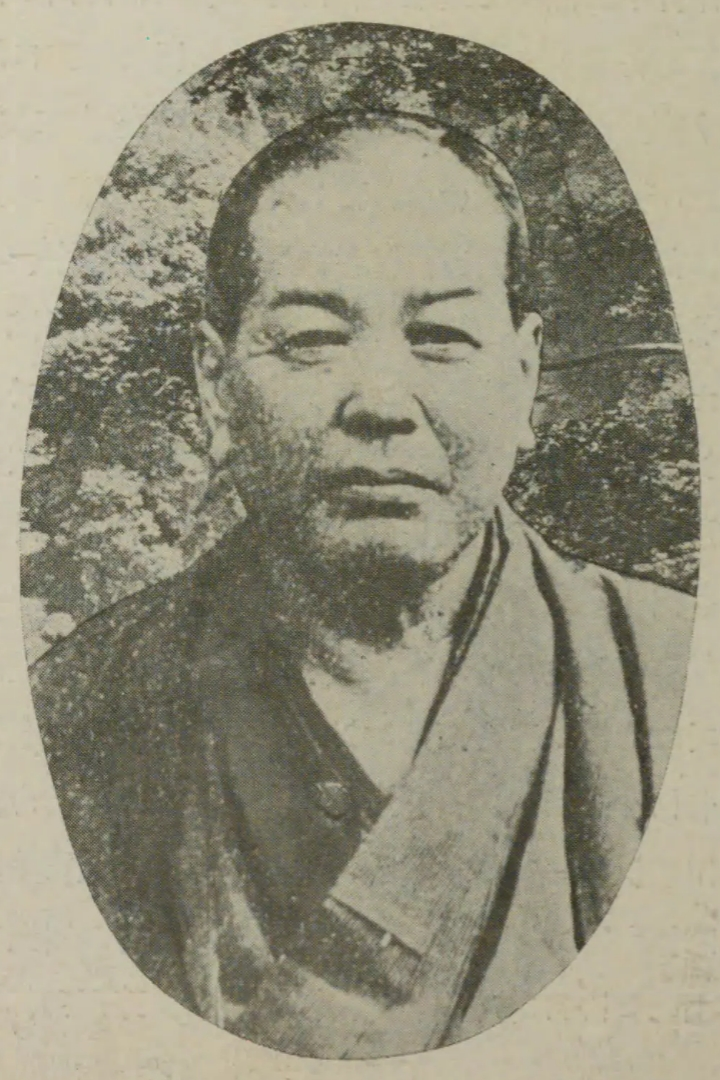

## 来歴
会津で生まれ、東京で育つ。若いころから様々な仕事を経験し、苦境に陥ったこともあったという。1894年（明治27年）に日清戦争が起こると、鐵屋・田中長兵衛が組織する鐵長組の一員として従軍し軍夫長を務めた。1895年4月、この戦争に勝利した日本は清朝より台湾の割譲を受ける。田中長兵衛の長男・安太郎は匪賊や熱病が蔓延っていた台湾に逸早く渡り現地を調査。1896年（明治29年）、島の北部にある金瓜石の採掘権を取得し田中組を組織した。
田中組の長として金瓜石鉱山所長に任命された仁三郎は武装した7名の部下と共に現地へ入り、匪賊による襲撃の危険の中で採掘の体制を整えた。1898年（明治31年）には粗金11貫（約41㎏）、およそ4万3千円相当の金を産出。以来多少の盛衰はあれど増大し、1902年（明治35年）の産出額は108万6千円に上った。1904年（明治37年）に日露戦争が勃発すると戦時公債の募集が開始。仁三郎は台湾の日本人個人としては木村久太郎の5万に次ぐ3万円を投じた。
1905年（明治38年）には金瓜石において金を多量に含む新たな鉱床が発見される。鉱山主・田中長兵衛（二代目）の長と、鉱山所長である仁三郎の仁をとって「長仁鉱床」と名付けられた。明治末期から大正初年ごろの数年間は年額200万円相当以上の産出量を誇り日本一と称される。産出した金は基隆の台湾銀行を経て大阪造幣局に販売。その利益は田中が岩手県で経営する釜石鉱山田中製鉄所に注ぎ込まれた。
1910年（明治43年）田中は愛媛県西宇和郡川ノ石村に金瓜石の支山事務所を開設。同郡町見村の二見鉱山および同郡喜須来村から日土村にかけての見上谷鉱山も併せて仁三郎の管理とした。1913年（大正2年）には金瓜石に隣接する牡丹坑も田中が買取り、これも仁三郎の管理下に入る。
1914年（大正3年）に第一次世界大戦が始まると、一般物価高騰の影響で生産額は著しく減少していく。1917年1月、仁三郎は宜蘭庁内を探検。ハガパリシ社の北およそ2.7㎞地点に硫化銅鉱、モヘン渓上流にあるクバボー社の東約2.2kmの断崖に硫化鉄鉱を発見した。続いて大濁水渓上流の南北渓合流地点より南4kmほどの高地で有望な銅鉱も見出し、またこの探険中、南渓上流の濁水分遺所から約20㎞の所に岩窟より湧出する温泉を発見している。
同じく1917年（大正6年）4月、これまで田中家の個人商店であった組織が株式会社化。金瓜石鉱山は田中鉱山株式会社の金瓜石鉱業所となる。その翌年の1918年、仁三郎は30代後半から22年間務めた所長職を辞し、後任には総務部長だった石神球一郎が就いた。
退職した仁三郎は台北市内の龍口町に居を移し、嘉義市の校外で牧畜や植林事業を始める。牛乳の製造及び販売を主目的として1919年（大正8年）9月に台湾畜産株式会社が設立されると仁三郎は初代社長に推された。1921年（大正10年）11月には頂双渓炭鉱株式会社を起こし社長に就任。その他、東洋電化株式会社の社長および台湾貯蓄銀行の取締役も務めた。
仁三郎は当時台湾唯一の図書館であった私立石坂文庫へ蔵書と金銭の寄贈も行っている。また台湾鉱業会創設時からの役員であり、第三代会長も務めた。1925年（大正14年）に脳溢血となり台北病院へ入院。退院後は自宅にて静養に努め、1937年（昭和12年）10月11日に没した。葬儀は台北市樺山町にある曹洞宗別院で行われ、台湾商工銀行頭取の邨松一造が親族代表として挨拶している。

## 家族
- 妻のすず子（1868年2月生）は東京芝区琴平町、廣岡卯之助の長女[24]。仁三郎はすず子との間に三男二女をもうけた[1]。
- 二女・もと（1892年生）は東京女学館を卒業し、医学博士の中島鎌太郎に嫁ぐ[25]。
- 三女の八重子（1914年生）は台北第一高等女学校及び東京常磐松高等女学校を卒業し、台湾総督府経理部一等計手・卜部又平[26]の長男・忠男に嫁いだ[27]。
- 四女の千代子（1917年生）は台北第二高等女学校を卒業し、高雄市会議員および台湾運輸業組合議員を務める川野福太郎の長男・一男に嫁ぐ[28]。
- 仁三郎は小松利三郎[注釈 9]の長女・清子（1910年生）と三女の留子（1913年生）を養女としている[29]。